# Henry Bauchau
Henry Bauchau (født 22. januar 1913 i Mechelen, død 21. september 2012 i Paris) var en belgisk romanforfatter, digter og psykoanalytiker.